# フェリチン
フェリチン（Ferritin）とは、鉄結合性タンパク質の一種である。生物の細胞内において、鉄と結合することにより鉄を保存し、必要なときに鉄を放出する。藻類、細菌、高等植物、ヒト、動物を含むほぼすべての生物がフェリチンを合成する。ヒトにおいては鉄不足と鉄過剰を抑える役割を持つ。フェリチンはほとんどの組織の細胞質に存在するが、一部は鉄運搬体として血漿中に分泌されている。血漿フェリチンの量は、肉体に蓄積されている鉄の総量の推計指標であり、鉄欠乏性貧血の診断材料である。
フェリチンは、24個のタンパク質から成る球状タンパク質複合体であり、鉄を内部に取り込む籠の形状をしている。原核生物と真核生物の両方において主要な細胞内の鉄貯蔵庫であり、鉄を水溶性かつ非毒性に保つ。鉄と結合していないフェリチンをアポフェリチン（apoferritin）と呼ぶ。
近年、大豆やエンドウ豆由来のフェリチンがSloIron Inc.によって機能性食品素材として開発されており、そのフェリチンの栄養鉄をフェリチン鉄と呼ぶことが多い。

## 遺伝子
フェリチンの遺伝子は種間で高度に保存されている。全ての脊椎動物のフェリチン遺伝子は3つのイントロンと4つのエクソンを有する。ヒトのフェリチン遺伝子においては14-15、34-35、82-83番目間のアミノ酸残基に当たる領域にイントロンが存在する。加えて、寄り合わされたエクソンの両端にも100-200塩基対の非翻訳領域がある。27番目のチロシン残基は無機化に関与すると考えられている。

## 構造
フェリチンは、24個のサブユニットから構成された450kDaの球状タンパク質であり、あらゆる細胞型に存在する。典型的な大きさは内径8nm、外径12nmである。フェリチンの内部は中空となっており、この空間に鉄分子が保持される。フェリチンの全体構造はこの空間を覆うための殻である。この殻には、鉄が出入りするための、中空空間に続く出入り口の穴が存在する。また、内部の空間には、リン酸と水酸化物イオンと結晶子を形成した鉄イオンが存在する。この結晶子は鉱物のフェリハイドライトに似ている。フェリチン複合体は1個当たり4500個の鉄(III)イオン（Fe3+）を貯蔵可能である。
脊椎動物におけるフェリチンの多くは、2種類のサブユニットから成るヘテロオリゴマーである。サブユニットとはL型（Light 軽鎖）とH型（Heavy 重鎖）の2種類であり、それぞれ分子量は19kDaと21kDaである。これらのサブユニットは、高度に関連した異なる遺伝子に由来し、生理学的性質はわずかに違う。
ウシガエルといった両生類には脊椎動物のサブユニットに加えてM型フェリチンを有する。植物と微生物は一種類だけフェリチンを有し、それは脊椎動物のH型サブユニットに最もよく類似している。一つのフェリチンにおける各サブユニットの個数割合は各遺伝子の発現量の比に依存する。この割合によって等電点や局在場所が異なる。ヒトの場合、L型とH型の割合が異なる臓器特異的なイソフェリチンが20数種類以上知られている。
腹足類モノアラガイ属（Lymnaea）では体細胞性フェリチンが2種類発見されている。この体細胞性フェリチンと類似のサブユニットは真珠貝において貝殻の形成に関与している。住血吸虫属（Schistosoma ）は、雌雄で種類の異なるフェリチンを持つ。上記の無脊椎動物のフェリチンは、特に一次構造は脊椎動物のH型に類似している。大腸菌Escherichia coliにおいてはヒトH型フェリチンと20%の相同性が認められている。
ミトコンドリアフェリチンはミトコンドリアに存在するタンパク質前駆体である。ミトコンドリアフェリチンは細胞質のリボソームで合成された後にミトコンドリアに取り込まれると、ミトコンドリア内でプロセシングを受けフェリチンとなる。

## 機能

### 鉄分の貯蔵
フェリチンはあらゆる細胞に存在し、鉄を無害な状態で貯蔵し必要な場所へと運搬する。この機能は全てのフェリチンタンパク質に共通しているが、同じ遺伝子に由来するフェリチンタンパク質でもその機能や構造は細胞によって異なる。その調節は主にmRNAの量と安定性によってなされている。さらに、mRNA濃度は、その保存の過程や転写の効率が変更されることによって調製されている。一般的にフェリチンの産生量は鉄の濃度によって管理されている が、腹足類のLymnaeaの卵黄フェリチンは鉄反応部位を欠いており、鉄の濃度に依存しない。
遊離の鉄イオンはフェントン反応により有害な活性酸素種を生成するため、細胞に対して有毒である。脊椎動物は鉄の毒性を回避するために、フェリチンやヘモジデリンといったタンパク質複合体に鉄を結合させて無害化させる。具体的にはアポフェリチンは鉄(II)イオンと結合し、鉄(III)イオンの状態で鉄を保存する。細網内皮系の細胞内でフェリチンが蓄積すると、タンパク質凝集体となりヘモジデリンが形成される。
フェリチンは、軟体動物などの殻を有する生物において生体内鉱質形成にも関与する。殻における鉄の濃度と分布を制御し、殻の形状や色を決定する。多板類では血リンパのフェリチンは、歯舌の形成のため急速に鉄を輸送する役割を担う。
フェリチンは分解されることによって鉄を放出し、その分解は主にリソソームによって行われる。

### フェロキシダーゼ活性
真核生物フェリチンのH型およびM型サブユニット並びに真正細菌や古細菌のサブユニット（一般にH型サブユニットのみ）はフェロキシダーゼ活性を有する。フェロキシダーゼ活性とは、鉄(II)イオン(Fe2+)を鉄(III)イオン(Fe3+)に変換する酵素活性である。この活性は、鉄(II)イオンと過酸化水素によるフェントン反応を抑制する。フェントン反応は細胞に有害なヒドロキシラジカルを生成し、その抑制は生物の生死に関わる。
フェロキシダーゼ活性の活性部位は各H型サブユニットの鉄(II)イオン結合部位である。フェロキシダーゼ活性中心は鉄(II)イオンを鉄(III)イオンに酸化し、生成物の鉄(III)イオンはそこで準安定状態に保たれる。サブユニットが新しい鉄(II)イオンに出会うと鉄(III)イオンは鉄(II)イオンに置換される。この仕組みは全ての生物のH型サブユニットで共通してみられる。L型サブユニットはフェロキシダーゼ活性を持たない。フェリチンを横断する電子伝達を担う可能性が指摘されている。

### 免疫応答
フェリチン濃度は感染や悪性腫瘍によって増加することが知られる。菌体内毒素は、フェリチンをコードする遺伝子の上方制御因子であり、フェリチン濃度を増加させる。対照的に、シュードモナス属（Pseudomonas）は菌体外毒素を有するが、最初の感染から48時間以内において宿主のフェリチン濃度を低下させる。

### ストレス応答
フェリチン濃度は、低酸素症といったストレスに応答して増加する。このため、フェリチンは急性期タンパク質である。

### ミトコンドリア
ミトコンドリアフェリチンは多くの役割を演ずる。鉄や、遷移金属といった金属イオンとの結合活性や、フェロキシダーゼ活性、酸化還元酵素活性を有する。生理学的には酸化還元反応、鉄イオンの膜輸送、鉄の細胞内濃度のホメオスタシスに関与する。

### 卵黄
カタツムリの多くの種では主要な卵黄タンパク質はフェリチンである。卵黄フェリチンは細胞質フェリチンとは異なり、遺伝子配列にも差異がある。卵黄フェリチンは中腸腺で産生されて血リンパへと分泌され、卵へと運ばれる。

### 産業利用
フェリチンは化学気相成長によるカーボンナノチューブ製造のための鉄ナノ粒子の製造に用いられている。また、豆由来の栄養鉄として、米国のSloIron Inc.が食品工業で産業化し、株式会社アンチエイジング・プロがアジア総代理店として日本国内での流通を行っている。

## 生体内分布
脊椎動物においてフェリチンは通常、細胞内に存在する。血漿中にも少量存在する。

## 臨床診断での重要性
血清中のフェリチン（血清フェリチン、Serum ferritin）濃度は鉄欠乏性貧血の臨床検査における測定項目の一つである。フェリチン濃度は通常、体中に貯蔵されている全鉄分濃度と直接相関している。ただし、慢性貧血の場合はフェリチンは炎症性急性期タンパク質として慢性的に増加しており、過剰症状のマーカーとしても機能しない。

### 正常な水準
基準範囲に基づいた正常なフェリチン濃度は様々な臨床検査によって個人ごとに算定される。
| 成人男性              | 18-270 ng/mL |
| 成人女性              | 18-160 ng/mL |
| 子供 (6カ月から15 才) | 7-140 ng/mL  |
| 幼児 (1-5カ月)        | 50-200 ng/mL |
| 新生児（28日以内）    | 25-200 ng/mL |

日本では、日本鉄バイオサイエンス学会による治療指針の値が用いられる事が有る。
| 貯蔵鉄量     | 血清フェリチン値(ng/mL) |
| ------------ | ----------------------- |
| 鉄欠乏・枯渇 | 12未満                  |
| 鉄の減少     | 12 - 25未満             |
| 基準範囲     | 25 - 250未満            |
| 鉄の増加     | 250 - 500未満           |
| 鉄過剰       | 500以上                 |

### 欠乏症
フェリチン濃度が異常に小さい場合、鉄分の欠乏による貧血の発症の危険がある。貧血の診断において、血清フェリチン濃度の異常な低値が最も鉄欠乏性貧血に特異的な根拠となる。しかし、血清フェリチン濃度は感染や、あらゆる種類の慢性炎症によって増加するため、必ずしも鋭敏な指標ではない。また、このフェリチンの異常増加は、患者が鉄欠乏状態であってもフェリチン濃度を正常な数値範囲にすることもある。
血清フェリチンの異常低値は甲状腺機能低下症やビタミンC欠乏症（壊血病）、セリアック病の症状である。貧血とは関連がないが、むずむず脚症候群の患者にもフェリチン欠乏は見られる。菜食主義は血清フェリチンの低下による鉄欠乏を起こす恐れがあり、ある研究では検査対象の菜食主義者（179人）のうち19%が鉄欠乏であった。血清フェリチン濃度が低ければ早期小児う蝕の発症率が高い傾向がある。血中ヘモグロビン濃度が低い場合でも同様の傾向が見られる。
血清フェリチンの正常値が異常低値または異常高値と誤診されることは稀だが、診断機器の問題によりフック効果が現れて偽低値が検出されることはあり得る。

### 過剰症
フェリチンの異常高値は鉄分の過剰か急性炎症を示している恐れがある。鉄分の過剰による病症には種々の鉄過剰症、例えば血色素症や血鉄症がある。そのほか、異常高値は成人スティル病、ポルフィリン症、血球貪食症候群、マクロファージ活性化症候群の症状である。
フェリチンは急性期タンパク質であるため、疾患の過程で上昇することがよくある。急性期タンパク質として発生した過剰なフェリチンは正常なC反応性タンパク質により血清から除去されることができる。
神経性無食欲症の患者の研究によると、フェリチン濃度は急性の栄養失調により上昇することがある。おそらく、人体が赤血球を減らしてでも鉄を貯蔵しようとするためである。神経性無食欲症の症状としてイソフェリチンが放出される可能性がある。フェリチンには鉄貯蔵のほかに酸化ストレスからの保護の役割もある。イソフェリチン濃度の増加はフェリチン濃度の上昇に寄与すると考えられている。免疫学的検定や免疫濁度法による測定方法ではイソフェリチンを区別せず検出するため、正確なフェリチン濃度と鉄貯蔵の実態を反映しない可能性がある。
フェリチン値の上昇は糖尿病のリスクとの相関が指摘されている。

## 利用方法
フェリチンおよびミニフェリチンの空洞は金属ナノ粒子の製造のための反応場として利用することができる。フェリチンおよびミニフェリチンは金属ナノ粒子前駆体を覆う殻となり、粒子の成長を制御する鋳型として、前駆体同士の凝集や凝固を防止する被覆材として機能する。フェリチンおよびミニフェリチンには様々なサイズがあり、最終産物のナノ粒子の大きさを選択することができる。
豆由来のフェリチン（フェリチン鉄）は、栄養鉄として摂取することができる。接種後、エンドサイトーシスで腸管吸収され、体全体で利用されることが報告されている。非貧血女性における吸収率は、22～27％と報告されており、一般的な非ヘム鉄より高い値を示し、むしろヘム鉄に近い吸収率を示している。フェリチン鉄は、アポフェリチンに包まれていることから、鉄特有の副作用も少ないことでも知られている。